# Onthophagus kontumicus
Onthophagus kontumicus là một loài bọ cánh cứng trong họ Bọ hung (Scarabaeidae).